# QuarkXPress
QuarkXPress （クォーク・エクスプレス）は、Quark社の販売しているDTPソフトウェアで、同社の代表的製品。かつてMac OS 9の時代、MacintoshによるDTPのデファクトスタンダードであった。ティム・ギルおよびそのチームによって開発され、Quark社の黄金時代を築いた。
（特に日本では）「クォーク（クオーク）」といえばこのソフトのことを指し、会社名だという認識は薄い。綴りが「XPress」であるのは、「Press=印刷」という単語を踏まえているとされる。

## 業界標準化
DTP業界において圧倒的な支持を得ていたが、Mac OS Xへの対応が遅れ、2009年の時点で、先に完全対応を果たしたAdobe InDesignにシェアを奪われている。これは日本だけでなく、Quark社にとって自国市場である米国でも同じである。
QuarkXPressは1980年代のDTP黎明期において最初に登場したアプリケーションではなく、当時の業界ではAldus PageMakerが先行していた。DTPという言葉自体がPageMakerのプロモーションのためにアルダスのポール・ブレイナード社長によって作られた言葉であるため、DTPという分野はPageMakerによって築かれたとも言える。QuarkXPressは、ライバルに先んじてカラー対応を果たしたことなどからデザイナーなどへ支持を広げ、大きなシェアを獲得するに至った。
2000年代前半まで「Macintosh DTPといえばQuark(XPress)」、という共通認識があっただけに、日本の出版業界で「マックで組む」という言葉は「QuarkXPress 3.3Jで組む」ことを意味していた。後継バージョンである4.1JではWindows版も提供され、Macintosh版とのクロスプラットフォーム互換性が実現されているにもかかわらず、3.3Jからの移行があまり進まなかった。これは既に3.3JとOCFフォントによるワークフローが確立していることや、4.0J発売当初の価格が新規購入、バージョンアップ共に高額で、3.3J導入時に多大な投資をした出版社・印刷会社で追加投資を嫌われたためといわれる。
2009年、米国と日本では、Mac OS Xへの移行に伴い、Adobe InDesignへの乗り換えが進んでいる。「先進的な機能をいち早く提供したQuarkXPressが、Aldus社との合併で動きが鈍かったAdobe社のPageMakerを一気に抜き去った」後に、「OpenTypeにいち早く対応するなど、先進的な機能を提供したInDesignが、Mac OS Xへの対応の遅れたQuarkXPressのシェアを奪った」という逆転現象が起きた。

## 特徴
軽快な動作と、入門者にも分かりやすい直感的な操作性が特徴。標準搭載されていない機能はXTension（エクステンション）と呼ばれるプラグインによって実現できるという柔軟な拡張性を備える。一方（種類によっては）XTensionの有無によって、同一バージョン間での互換性に問題が生じる場合もある。
2004年に発表されたバージョン6.0でMac OS Xにネイティブ対応した（Classic環境から起動する必要がない）。レイヤーやテーブル（表）機能の搭載、複数回のアンドゥ（操作の取り消し）・リドゥ（取り消した操作のやり直し）やコンテキストメニューの強化のほか、「プロジェクト」という新しい概念を導入し、書籍とWebを同時製作するなどの作業が簡略化された。しかしいずれもInDesignに搭載されている機能の後追いであった上、28万円強という高価格（アドビ製品ではInDesignだけでなくPhotoshopやIllustratorに加えAcrobatのProfessional版もバンドルされたAdobe Creative Suite Premiumパッケージが買えた）もあり、普及したとは言い難い。
バージョンは9.0からMac版はユニバーサルアプリケーションとなり、Mac ProなどIntel製CPUを搭載した機種でもネイティブ動作する。
日本語版は9.0Jが最新。6.5JからOpenTypeフォントのダイナミックダウンロードなどに対応した。日本語版5.0は予告されたものの実際にはリリースされなかったが、バージョン6で対応したことになる。
バージョン9からは、Kindleを始めとした電子書籍の出力機能が強化された。

## 日本語版の機能
日本語版（バージョン番号の末尾に「J」が付随する）は、早期のバージョンから、軽快な動作と直感的な操作性、先割りレイアウト対応、などの点で高く評価されていた。一方で、日本語独特の組版ルールには標準搭載の機能では対応できない、などの点で著しい問題があった。例えばぶら下げやルビがボックスよりはみ出ない、中黒を約物として処理しない、字間の調整がきちんと制御できないなど、特に縦書きには不向きで、当時の雑誌などでは縦書きのものは避けられる傾向にまでなっていた。しかしそういった古くからの問題は「過去のバージョンとの互換性」を理由に、改善されることはなかった。
表組機能を実装していなかった当時、表組が頻出するレイアウトでは別途XTensionの購入が必須で、日本語版はアプリケーション自体がかなり高価でもあったため、TCOはかなり高かった。
日本語版6.0Jから、Mac OS Xに対応した。表組機能が追加され、のちに価格も大幅に下げられた。縦組用ベースライングリッドを搭載し、多少縦書きが楽になるものの、またも日本語組版の問題が改善されることはなかった。新たにOpenTypeに対応したが、完全対応とはいかず、ダイナミックダウンロードと字体切り替えに非対応、ただ表示できるだけ、プリントもできないという状況だった。ただダイナミックダウンロードに関しては、後の無償バージョンアップで対応するとアナウンスされていた。
OpenTypeに対応した6.0Jが出てからダイナミックダウンロードに対応した6.5Jが出る前には、QuarkXPressのために、フォントメーカー側が出力機用OpenTypeフォントを開発するなど、本末転倒な事態になり、大いに混乱を呼んだ 。
日本語版8.0Jより、ようやく日本語版の大幅に改善された。デザイングリッド、文字組セットなどにより、日本語組版がかなり楽になったが、日本語組版を含む全体的なテキスト整形能力に関しては、まだまだInDesignの機能には追いついていない。

## ハードウェアキー

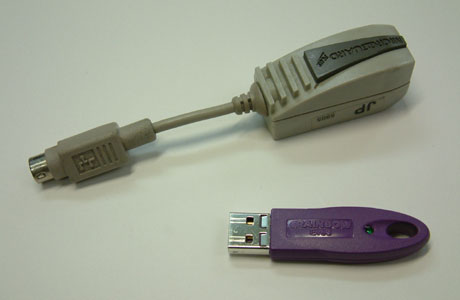
3.3と4.1のドングル

日本語や中国語などの、いわゆる2バイト言語向けのエディションでは、不正使用を阻止するためハードウェアキーと呼ばれる装置がソフトウェア・パッケージに同梱されていた。この装置はドングルとも呼ばれ、これがコンピュータにつながっていない状態ではQuarkXPressは起動しない上に、動作中に抜けた場合も警告を表示した後に自動的に終了する設定になっている。
以前はADBポートを利用した、デイジーチェーンの可能なドングルだったが、のちにUSB接続に移行した。
QuarkXPress 3.1J まではハードウェアキー仕様ではなかったが、ソフトウェアの違法コピーにたまりかねて機械的な認証に移行したところ売り上げが5倍に増えたと言われ、カジュアルコピーの撲滅を叫ぶ主張を裏付ける資料となっている。ただしこれは機能改善と同時であるため、単純にその差分を違法コピー数であると見なすことはできないかもしれない。
故障時に正規ユーザが利用できなくなるなど不評であったこの方式は、6.0以降で廃止され、プロダクトアクティベーションと呼ばれるライセンス認証形式に変更された。

## 日本語版のバージョン履歴
- QuarkXPress 2.0J (1989)
- QuarkXPress 3.1J (1993)
- QuarkXPress 3.31J (1994) - Macintosh版のみ、ハードウェアキー仕様（ADBドングル）
- QuarkXPress 4.0J (1998) - Windows版追加[4] WindowsNT Alpha版もリリース[5]
- QuarkXPress 4.1J (2000) - ハードウェアキー仕様（USBドングル）
- QuarkXPress 6.0J (2004)[3][6]
- QuarkXPress 6.5J (2005)[7]
- QuarkXPress 6.51J (2006)
- QuarkXPress 8.0J (2008)
- QuarkXPress 9 (2011)[8]
- QuarkXPress 10 (2013)
- QuarkXPress 2015 Release 11.0  (2015)
- QuarkXPress 2016 Release 12.0   (2016)
- QuarkXPress 2017 Release 13.0  (2017)
- QuarkXPress 2018 Release 14.0  (2018)[9]
- QuarkXPress 2019 Release 15.0  (2019)
- QuarkXPress 2020 Release 16.0  (2020)
- QuarkXPress 2021 Release 17.0  (2021)[10]
- QuarkXPress 2022 Release 18.0  (2022)[11]
- QuarkXPress 2023 Release 19.0  (2023) - 19.2.1にてAppleシリコン対応。19.1にてアラビア語、ヘブライ語、ウルドゥ語対応[12]。
- QuarkXPress 2024 Release 20.0 (2024)  - 20.0.2にてmacOS Sonoma対応。
- QuarkXPress 2025 Release 21.0 (2025) - Generative AI対応[13]